# Jezdina

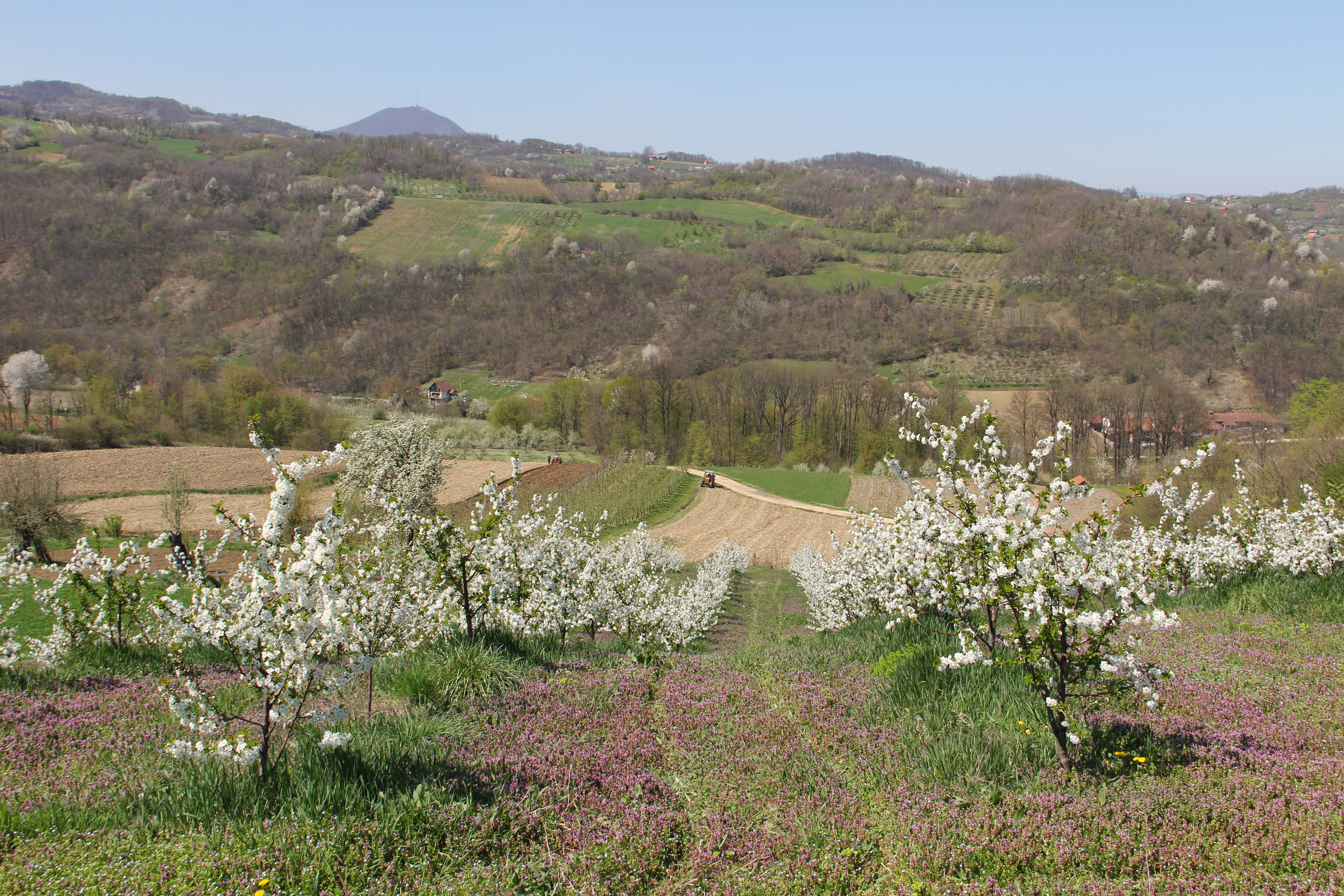
Photographie du paysage environnant.

Jezdina (en serbe cyrillique : Јездина) est un village de Serbie situé sur le territoire de la Ville de Čačak, district de Moravica. Au recensement de 2011, il comptait 246 habitants.

## Démographie
| 1948 | 1953 | 1961 | 1971 | 1981 | 1991 | 2002 | 2011 |
| ---- | ---- | ---- | ---- | ---- | ---- | ---- | ---- |
| 274  | 277  | 258  | 279  | 311  | 295  | 267  | 246  |

|  |